# Äggläggningsrör

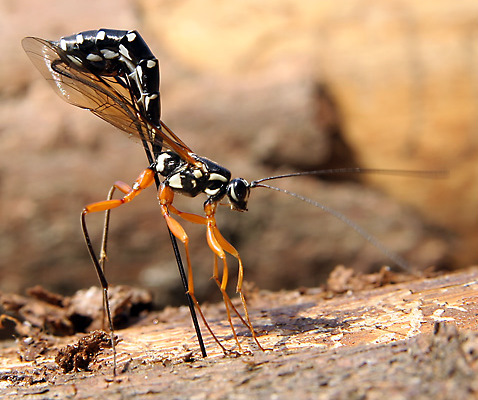
En parasitstekelhona som med hjälp av sitt äggläggningsrör lägger ägg i en trädstam.

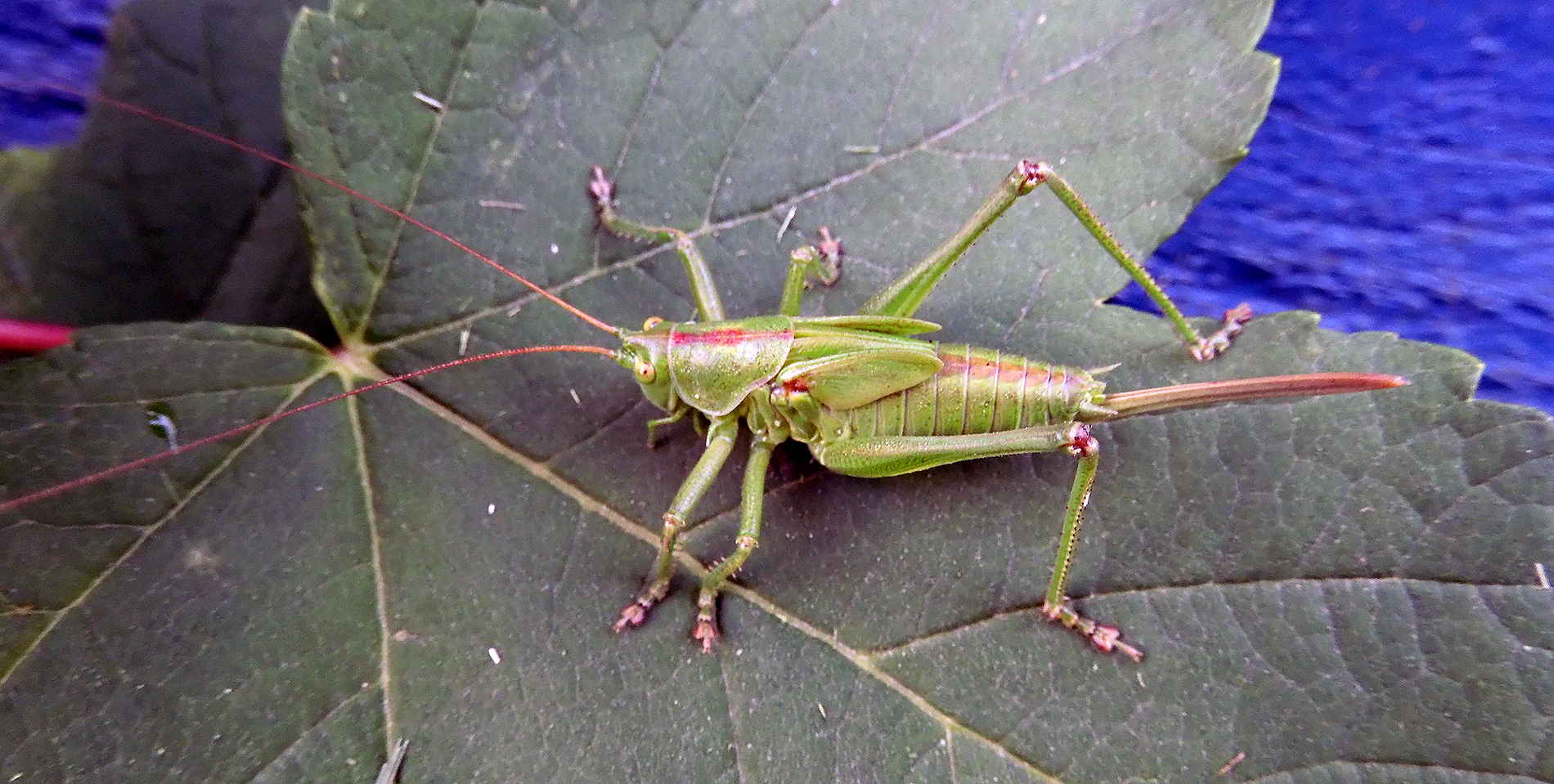
En hona (nymf) av Grön vårtbitare, ovopositoren syns tydligt.

Äggläggningsrör, eller ovipositor, är ett rörformigt organ hos vissa djur, främst insekter som används för att lägga ägg. 
Hos insektshonor sitter det på undersidan av bakkroppen, nära bakkroppsspetsen. Äggläggningsröret är ofta kort och kan vara dolt, men vissa arter, bland annat parasitsteklar och vårtbitare, kan ha mycket långa äggläggningsrör som mäter ett par centimeter. 
Morfologin hos detta organ varierar, med vanligtvis är det utformat för att iordningställa en plats för ägget, överföra det och sedan placera ägget på rätt sätt. Hos de flesta insekter används organet bara för att fästa ägget på en yta, men hos många parasitiska arter fungerar det även som nål eller spruta för att kunna sticka in röret i en värdorganism. Hos vissa insekter som bin och getingar har äggläggningsröret förlorat sin äggläggande funktion och istället ombildats till en gadd.
Även vissa fiskar har äggläggningsrör, som bitterling och sjöhästar. Även vissa amfibier har detta organ, som marmorvattensalamander.